# ALL IN 5
ALL IN 5는 대만의 음악 그룹이다. 2021년 디지털 싱글 [I Can See]로 데뷔했다.

## 음반
- I Can See (2021)
- ALL IN 5 成團紀念 MINI ALBUM (2022)
- Prince (2022.11.18)
- Prince (2022.11.25)
- 信仰 (2024)